# Coalición APRA-UNO
La coalición APRA-UNO fue una alianza política peruana entre el Partido Aprista Peruano (APRA) y la Unión Nacional Odriísta (UNO) tras las elecciones generales de 1963 en oposición al gobierno del presidente Fernando Belaúnde Terry, líder de la Alianza Acción Popular-Democracia Cristiana.
El 26 de julio de 1963 se suscribió un documento entre el APRA y la UNO, formando una mayoría parlamentaria para alternarse las presidencias de las cámaras del Congreso y obstaculizar desde el parlamento la tarea del gobierno. El pacto entre el aprismo y la oligarquía inició un conflicto de poderes que erosionó el régimen democrático y ocasionó el golpe de Estado de 1968.

## Elecciones municipales de 1963
En las elecciones municipales de 1963, la Coalición obtuvo la victoria en 64 de 146 alcaldías provinciales. En Lima, se presentó la ex primera dama María Delgado Romero como candidata a la alcaldía de Lima, sin embargo, no resultó elegida, al ser vencida por Luis Bedoya Reyes, candidato de la Alianza AP-DC.

## Elecciones municipales de 1966
En las elecciones municipales de 1966, la Coalición ganó en 60 de 147 alcaldías provinciales, pero no logró superar a sus rivales de la Alianza. En Lima, se presentó el exministro de Fomento y Obras Públicas Jorge Grieve Madge, quien fue derrotado por el alcalde titular Luis Bedoya Reyes, el cual ganó su reelección.